# اشتوتنزی
شهر اشتوتنزی (به آلمانی: Stutensee) در ایالت بادن-وورتمبرگ در کشور آلمان واقع شده‌است.

## نگارخانه

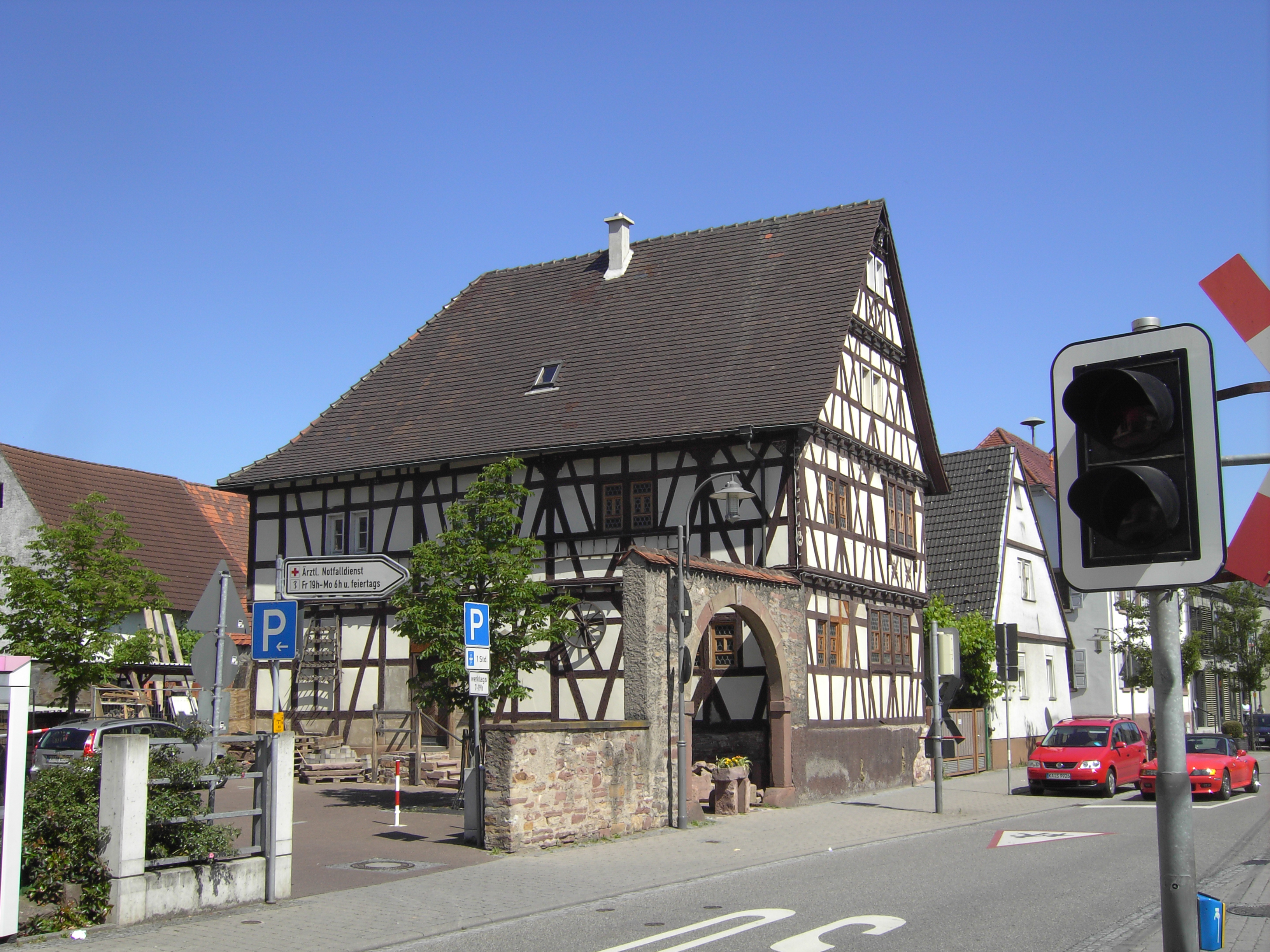
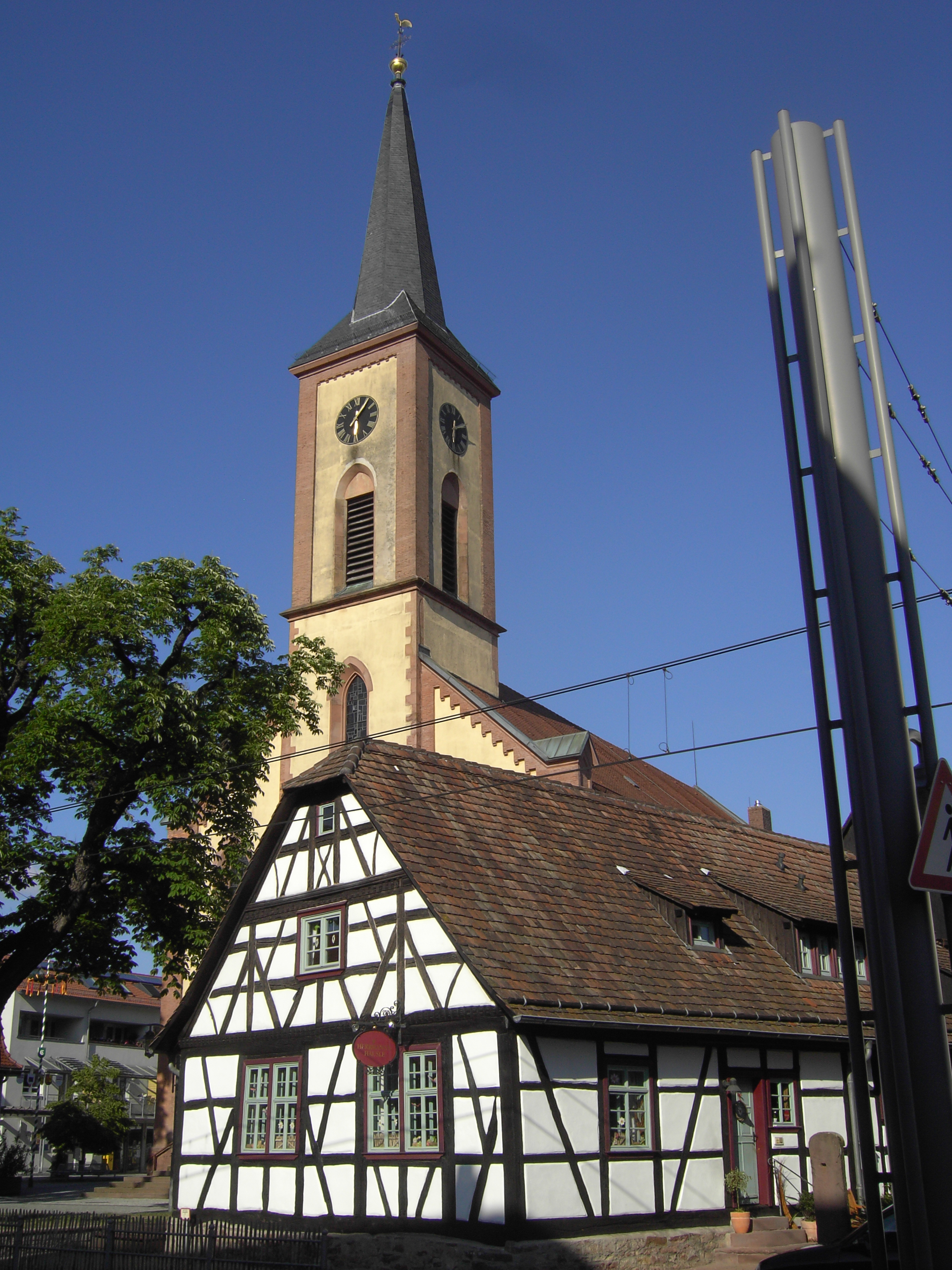
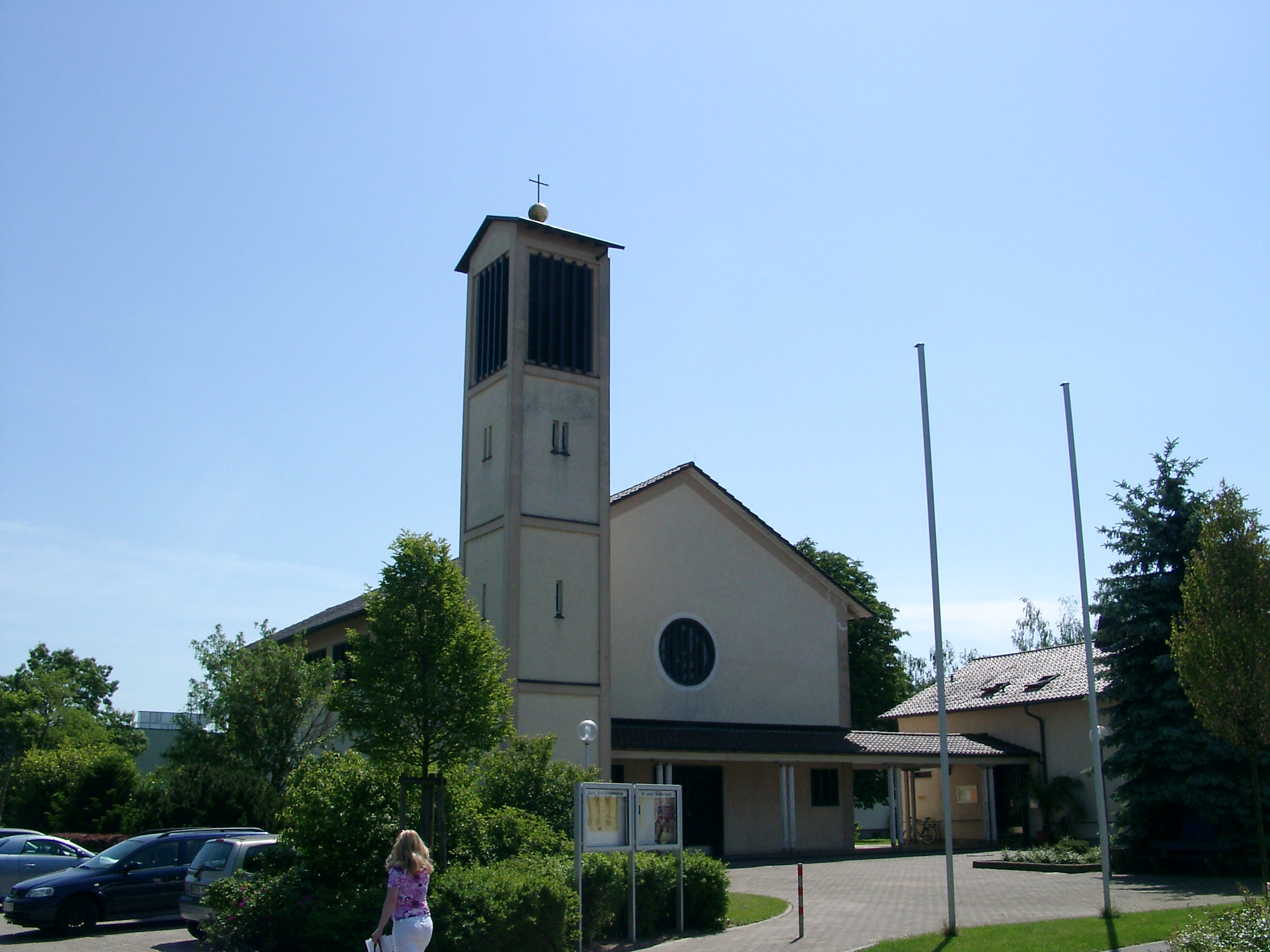
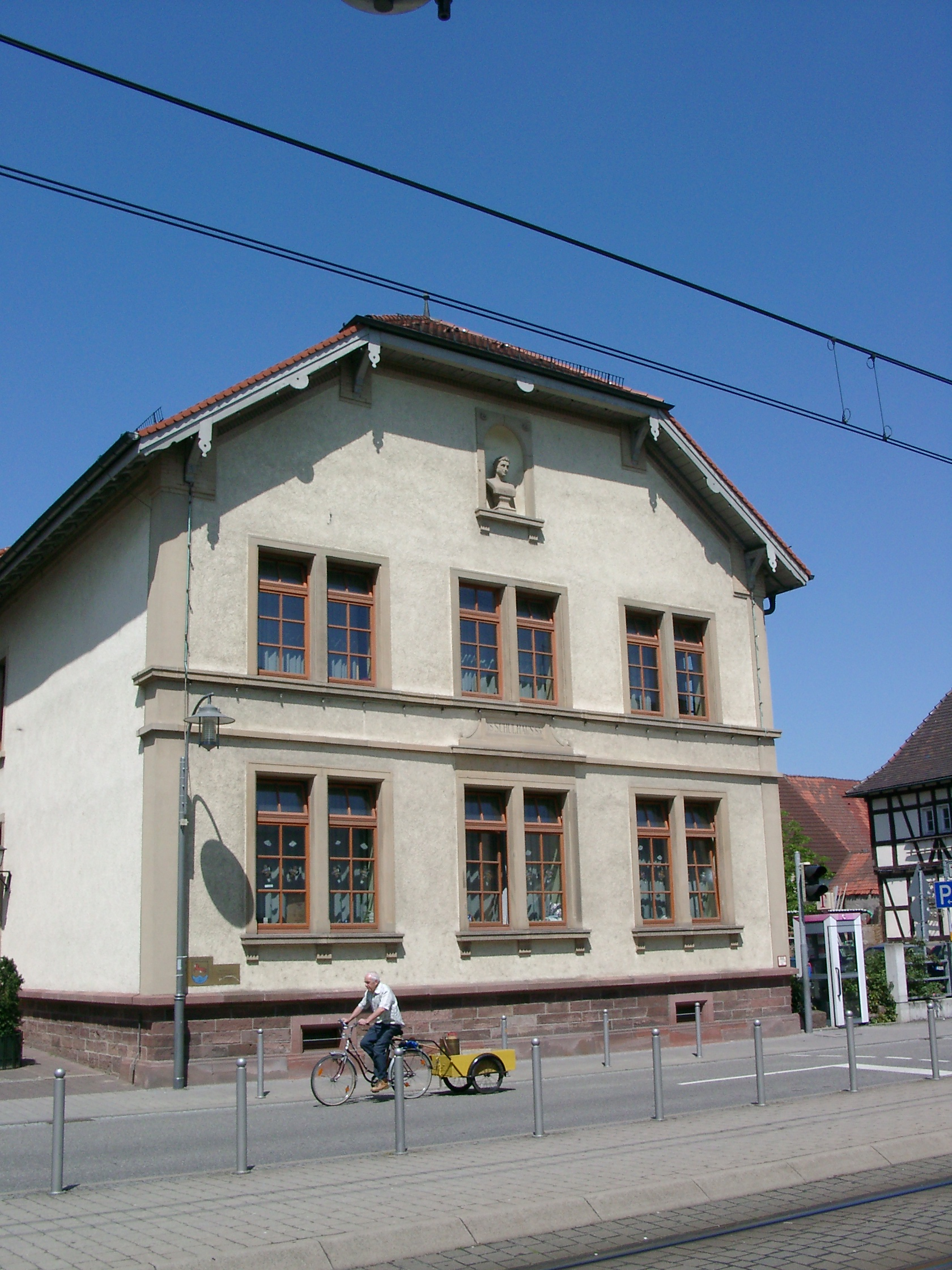
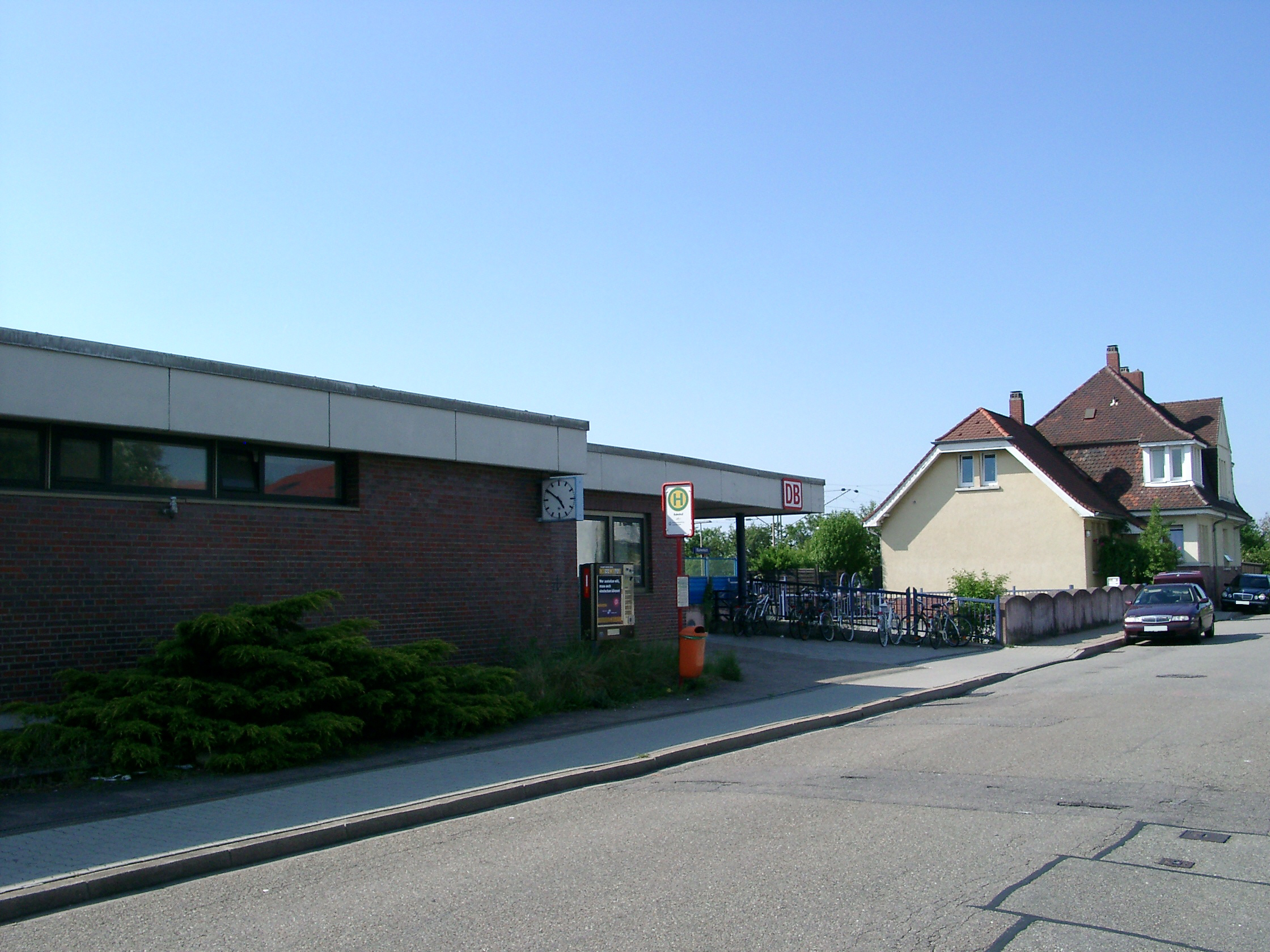
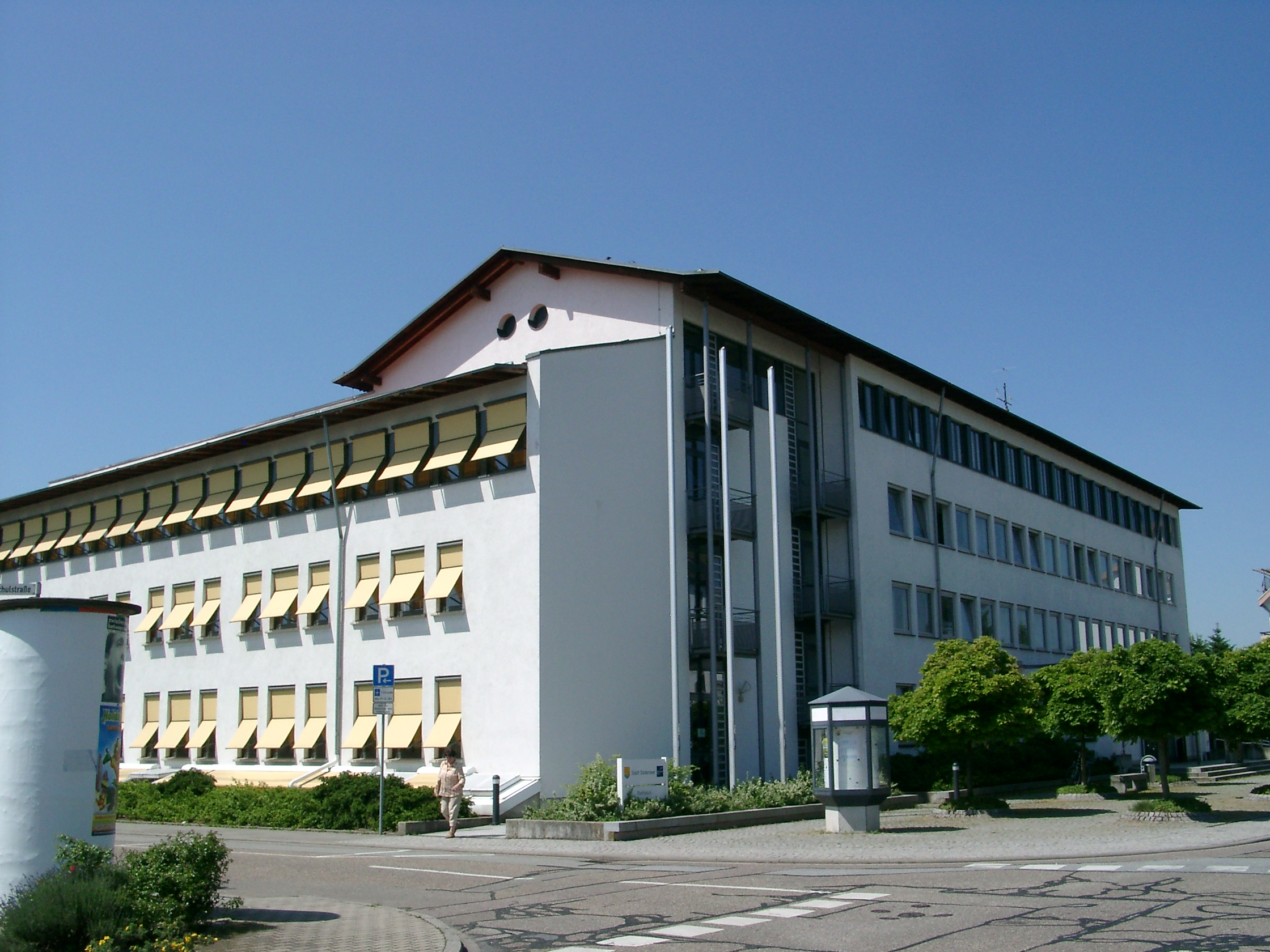
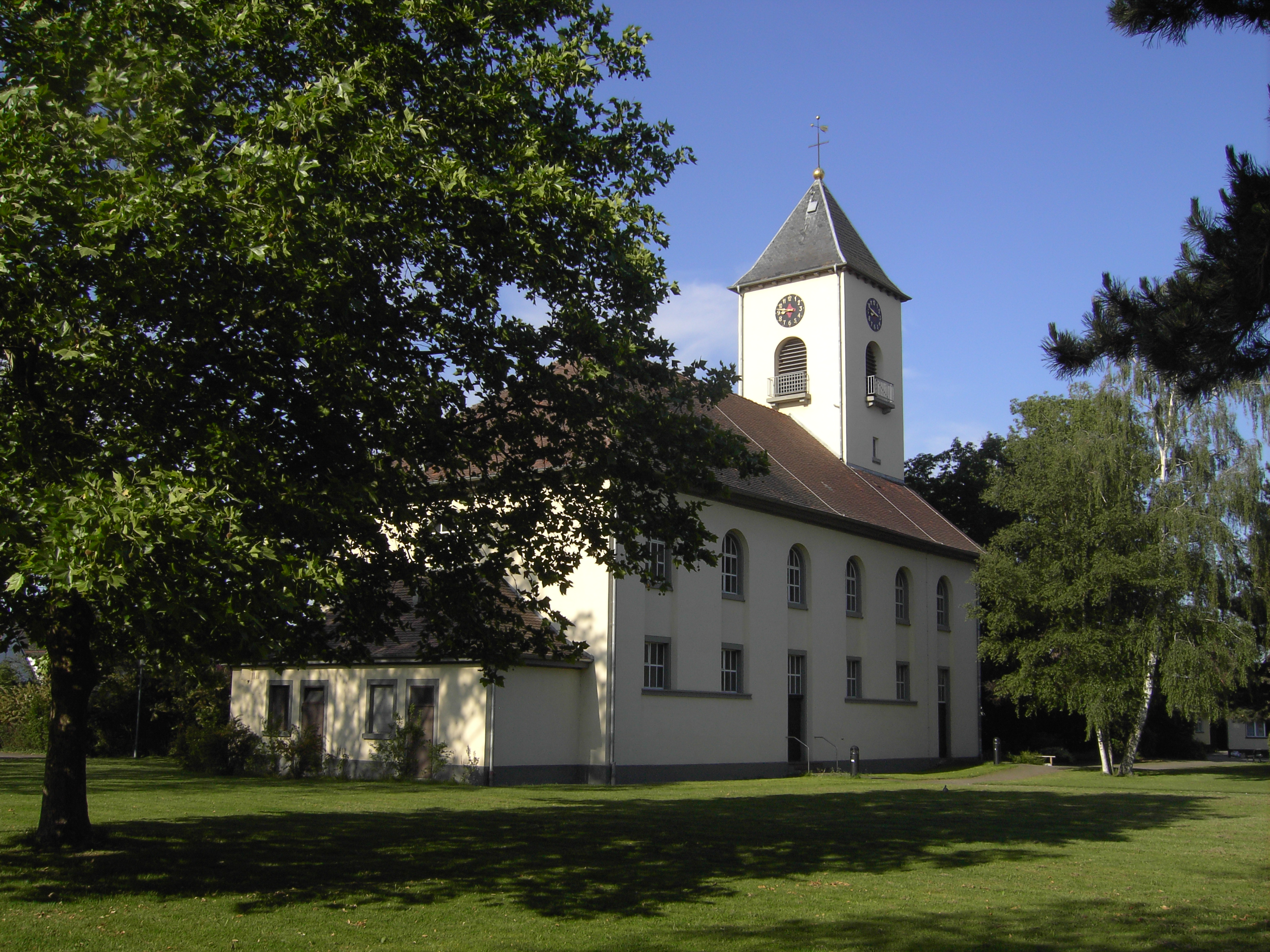
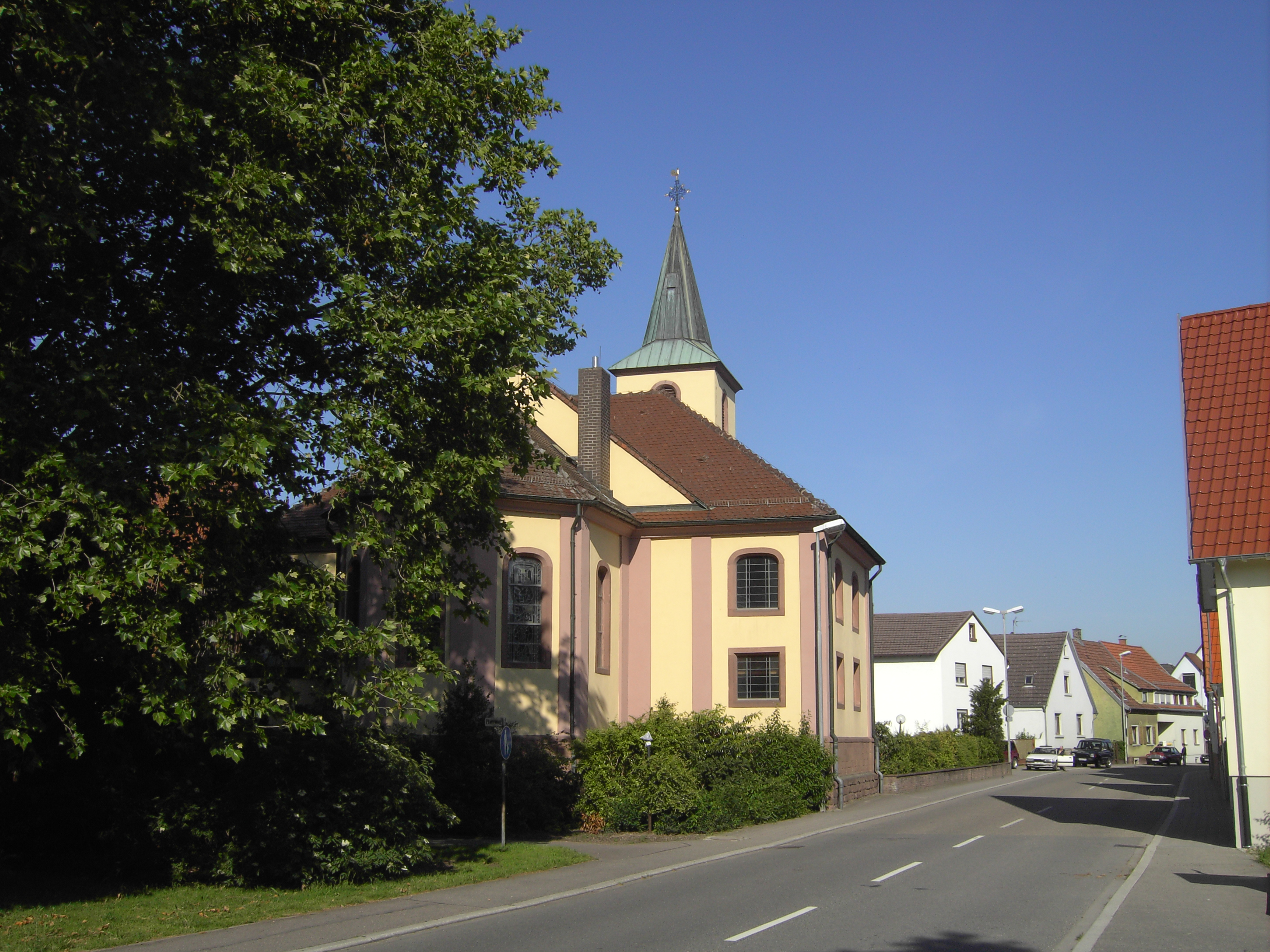
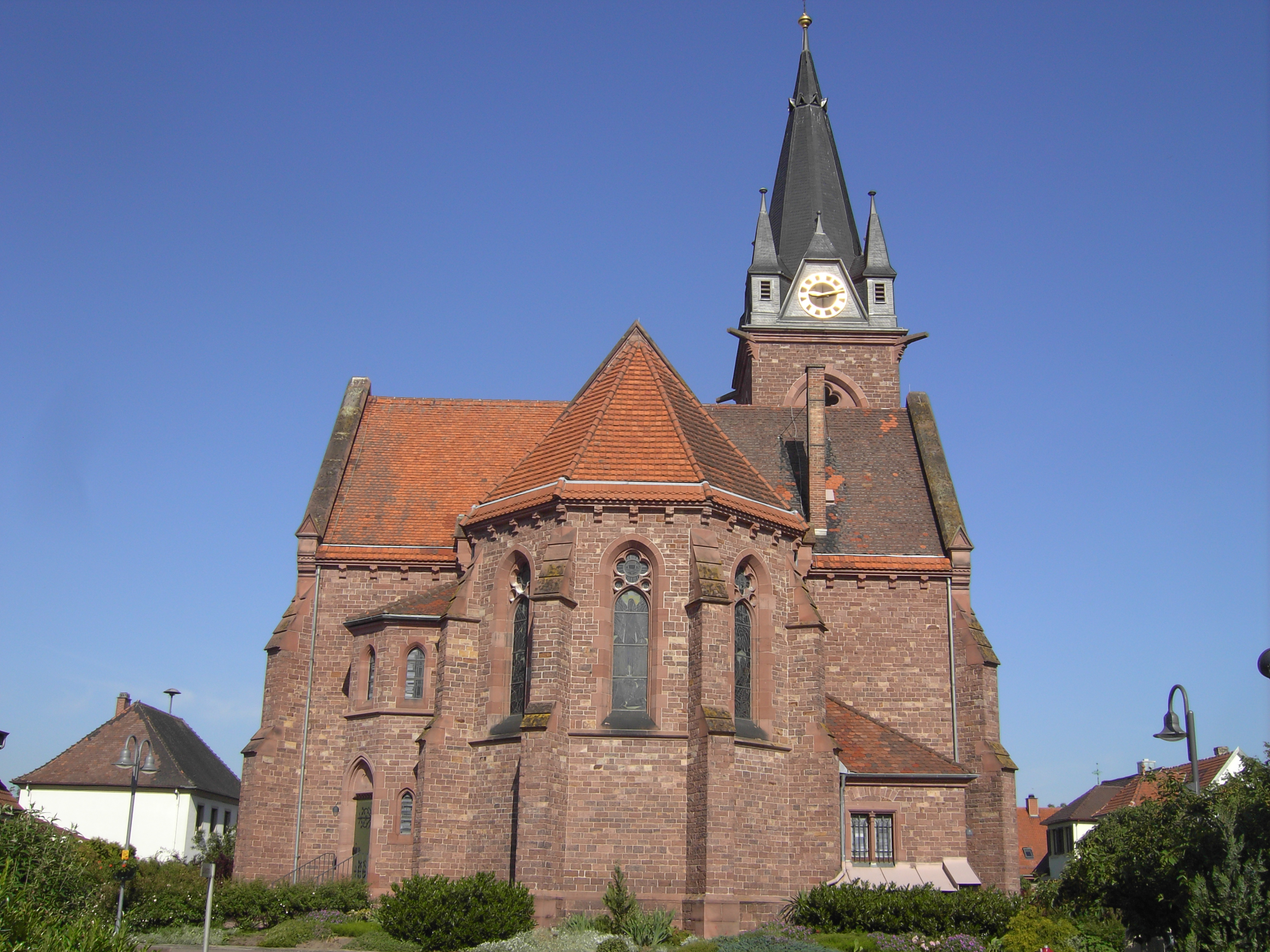
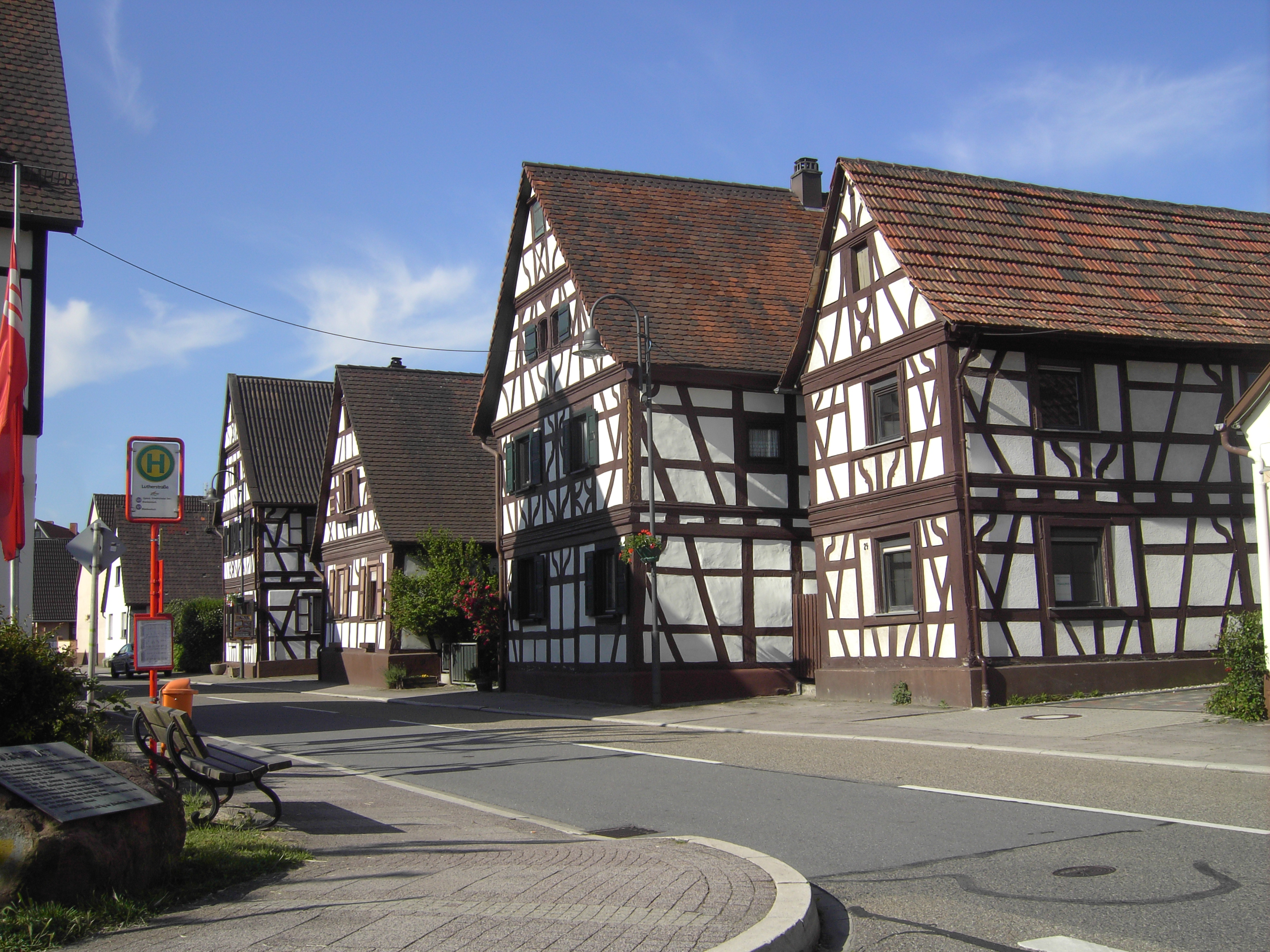